# Natuurkundig Gezelschap te Utrecht
Het Natuurkundig Gezelschap te Utrecht (NG) is sinds 1777 een genootschap oorspronkelijk van hoogleraren aan de Universiteit Utrecht en de gegoede burgerij in Utrecht om natuurkundig onderzoek te stimuleren en bekend te maken aan een breder publiek. Nu kan iedereen lid worden. Het doel is nog steeds om "de belangstelling in de studie der natuurkunde en haar historie te bevorderen."

## Geschiedenis

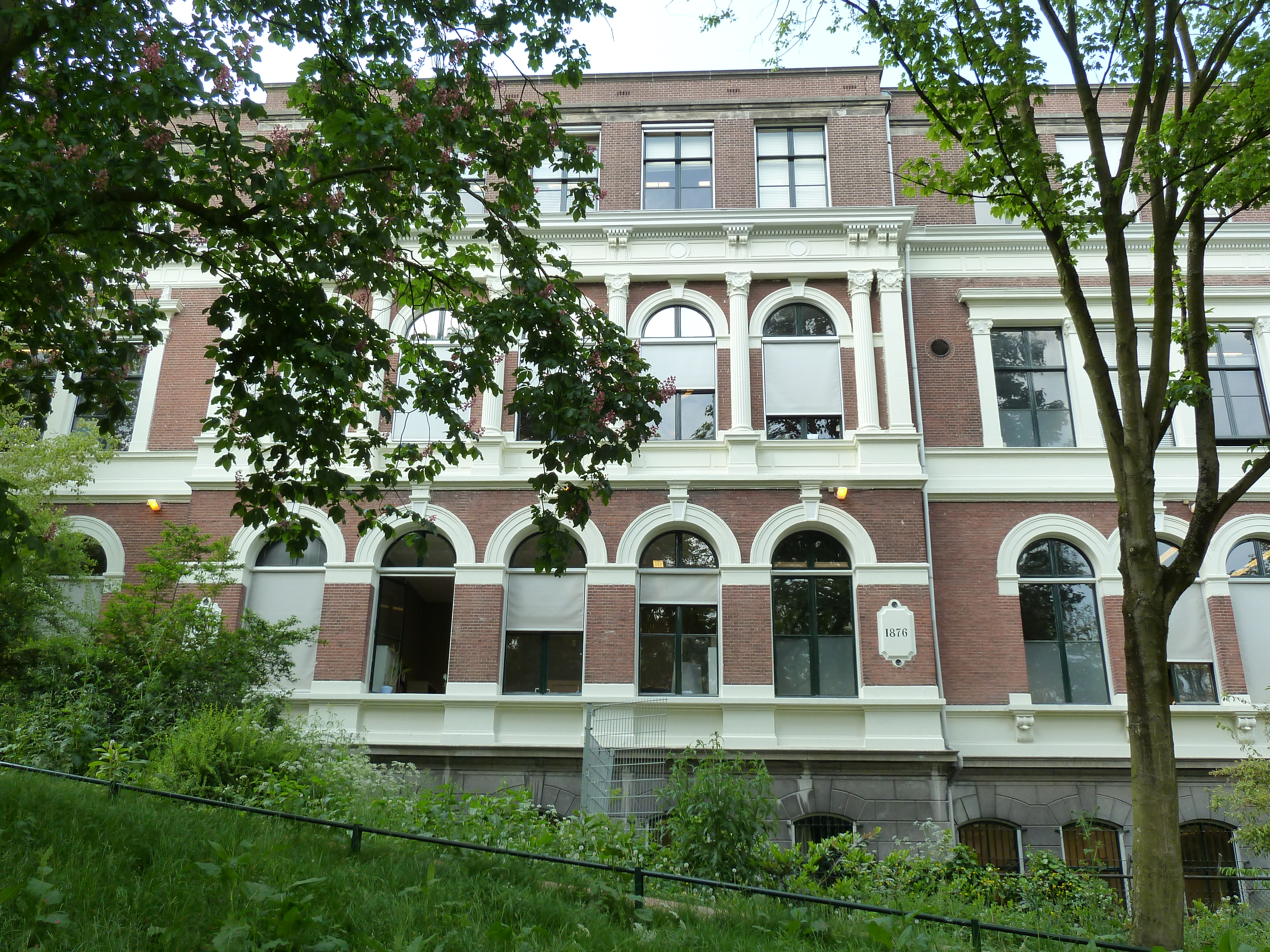
Physisch Laboratorium, Bijlhouwerstraat 8.

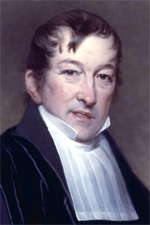
Prof. Gerrit Moll (1785 - 1838).

Het Natuurkundig Gezelschap werd in 1777 te Utrecht opgericht door professor Johannes Theodorus Rossijn, die natuurkundige instrumenten verzamelde voor demonstraties en andere natuurkundige proeven. Soortgelijke organisaties, typisch voor het tijdperk van de Verlichting, waren bijvoorbeeld het Bataafs Genootschap voor Proefondervindelijke Wijsbegeerte, in 1769 gesticht te Rotterdam, en het latere Natuurkundig Genootschap der Dames, het Natuurkundig Gezelschap te Middelburg en het Natuurkundig Genootschap Wessel Knoops in Arnhem.
In 1816 ging het Natuurkundig Gezelschap te Utrecht een fusie aan met een tweede natuurkundig gezelschap in Utrecht, dat in 1813 was opgericht, omdat het oorspronkelijke Natuurkundig Gezelschap niet meer functioneerde. De demonstraties en lezingen werden oorspronkelijk gehouden in het Theatrum Physicum et Anatomicum aan de Lange Nieuwstraat in Utrecht, op de zolder van de Oranjerie in de Oude Hortus, waar nu het Universiteitsmuseum (Utrecht) is gevestigd. In 1819 vergaderde het gezelschap in het fysisch laboratorium aan de Minrebroedersstraat, en vanaf 1877 in het Physisch Laboratorium aan de Bijlhouwerstraat 8 in Utrecht gebouwd in 1875. De demonstraties betroffen onder andere luchtdruk en vacuüm, zwaartekracht en mechanica. Welgestelde leden maakten de aanschaf van instrumenten mogelijk.
Professor Gerrit Moll stimuleerde de toepassing van bliksemafleiders en liet hun werking zien met zogenaamde donderhuisjes, die gekoppeld werden aan een elektriseermachine. Sommige instrumenten (Dollond binoculaire kijker (refractor) en tertiënhorloges) werden gebruikt voor wetenschappelijk onderzoek. Het gezelschap betaalde onderzoek van Gerrit Moll en de Utrechtse suikerhandelaar A. van Beek in 1823 naar de geluidssnelheid in de buitenlucht met kanonnen van het leger op de Amersfoortse Berg (heuvel de Zeven Boompjes) in Amersfoort en de Kooltjesberg bij Naarden. Het resultaat van Moll (332,05 meter per seconde) week maar weinig af van moderne metingen.
Tot rond 1870 werd de collectievorming voortgezet, al was de nadruk verschoven van experimenteren naar lezingen. De negentiende-eeuwse aanwinsten waren gericht op praktische toepassingen als modellen van (stoom)machines, fotocamera’s, telegrafen en telefoons. In 1889 werd de collectie overgedragen aan de Universiteit Utrecht en op 2 februari 1892 was de laatste vergadering van het Genootschap in de negentiende eeuw. In 1917 ontdekte de natuurkundige Pieter Hendrik van Cittert de collectie instrumenten in verwaarloosde toestand op de zolder van de amanuensis van het Physisch Laboratorium aan de Bijlhouwerstraat. Hij stichtte toen het Universiteitsmuseum om dit en ander erfgoed te beheren en te tonen, en werd de eerste directeur van het museum.

## Activiteiten
Er zijn maandelijkse voordrachten over natuur- of sterrenkundige, maar ook meteorologische en geofysische onderwerpen of over wetenschapsgeschiedenis en een jaarlijkse excursie. Tweemaal per jaar is er een gezamenlijke bijeenkomst met de Sterrenkundige Kring Minnaert, de Utrechtse afdeling van de Koninklijke Nederlandse Vereniging voor Weer- en Sterrenkunde. Wie aan de Universiteit Utrecht afstudeert in de natuurkunde, wordt uitgenodigd lid te worden van het NG.

## Bekende leden
onder meer
- Pieter Hendrik van Cittert
- Johanna Geertruida van Cittert-Eymers